# あかいわ農業協同組合
あかいわ農業協同組合（あかいわのうぎょうきょうどうくみあい、通称JAあかいわ）は、岡山県赤磐市に本店を置いていた農業協同組合。

## 旧業務区域
- 現在は岡山東農業協同組合管轄地域
  - 岡山県赤磐市
  - 岡山県備前市（三石・吉永地区を除く）
  - 岡山県岡山市（瀬戸地区）

## 歴史
- 1994年4月1日 瀬戸町農業協同組合、山陽町農業協同組合、赤坂町農業協同組合、熊山町農業協同組合、吉井町農業協同組合が合併しあかいわ農業協同組合（JAあかいわ）となる。
- 2003年1月1日 備前市農業協同組合、日生町信用農業協同組合を合併。
- 2007年4月1日 当農協と和気農業協同組合が合併し岡山東農業協同組合を誕生

## 拠点
- 旧本店・山陽基幹支店
  - 岡山県赤磐市下市110番地
- 西山支店
  - 岡山県赤磐市西中1090番地2
- 赤坂基幹支店
  - 岡山県赤磐市町苅田1301番地
- 笹岡支店
  - 岡山県赤磐市惣分26番地1
- 熊山基幹支店
  - 岡山県赤磐市松木632番地
- 可真支店
  - 岡山県赤磐市稗田850番地1
- 吉井基幹支店
  - 岡山県赤磐市福田500番地
- 仁美支店
  - 岡山県赤磐市仁堀中1684番地1
- 瀬戸基幹支店
  - 岡山県岡山市瀬戸町光明谷195番地
- 万富支店
  - 岡山県岡山市瀬戸町万富262番地1
- 備前基幹支店
  - 岡山県備前市伊部1312番地8
- 備前西支店
  - 岡山県備前市香登本497番地
- 伊里支店
  - 岡山県備前市穂浪70番地1
- 日生基幹支店
  - 岡山県備前市日生町日生890番地1